# Albert Collon
Albert Collon, var en belgisk ishockeyspelare.
Collon var med i det belgiska ishockeylandslaget som kom på femte plats i de Olympiska vinterspelen 1928 i Sankt Moritz.